# (400146) 2006 UZ251
(400146) 2006 UZ251 es un asteroide perteneciente al cinturón de asteroides, descubierto el 27 de octubre de 2006 por el equipo del Mount Lemmon Survey desde el Observatorio del Monte Lemmon, Arizona, Estados Unidos.

## Designación y nombre
Designado provisionalmente como 2006 UZ251.

## Características orbitales
2006 UZ251 está situado a una distancia media del Sol de 2,864 ua, pudiendo alejarse hasta 2,964 ua y acercarse hasta 2,763 ua. Su excentricidad es 0,035 y la inclinación orbital 1,281 grados. Emplea 1770,78 días en completar una órbita alrededor del Sol.

## Características físicas
La magnitud absoluta de 2006 UZ251 es 17,1.